# Silas Deane

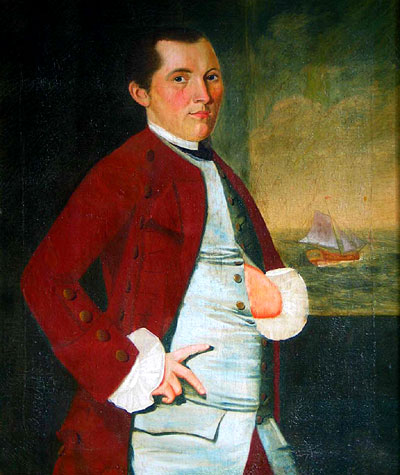
Silas Deane (1766)

Silas Deane (ur. 24 grudnia 1737 w Groton, zm. 23 września 1789 na morzu niedaleko Deal) – amerykański dyplomata.

## Życiorys
W latach 1774–1776 był delegatem z Connecticut na Kongres Kontynentalny w Filadelfii. Został wówczas wysłany do Francji jako tajny agent w celu uzyskania wsparcia finansowego i wojskowego i zbadać możliwość sojuszu brytyjskich kolonii z Francją. Uzyskał wówczas i wysłał armiom w Ameryce broń wartą ponad sześć milionów liwrów, co wniosło ważny wkład w amerykańskie zwycięstwo nad Brytyjczykami pod Saratogą (październik 1777). W listopadzie 1777 Kongres odwołał Deane’a, jednak przed opuszczeniem Paryża podpisał on traktaty handlowe i sojusznicze (6 lutego 1778), które wynegocjował razem z Arthurem Lee i Benjaminem Franklinem. Po powrocie został oskarżony o defraudację i nielojalność na podstawie insynuacji Lee. Mimo że oskarżenia nie zostały udowodnione, doprowadziły Deane’a do ruiny. W 1780 wrócił on do Francji jako osoba prywatna i przygotował listy do starych przyjaciół w Ameryce atakujące przymierze z Francją i zalecające pojednanie z Anglią. Gdy listy zostały opublikowane w „The Royal Gazette”, gazecie torysów w Nowym Jorku (1781), został zadenuncjowany jako zdrajca. Udał się na wygnanie, najpierw do Gandawy, później do Londynu, gdzie w 1784 opublikował swoją obronę pt. An Address to the Free and Independent Citizens of the United States. Pięć lat później udał się w podróż do Ameryki, jednak wkrótce po wypłynięciu zmarł na morzu w tajemniczych okolicznościach. Nigdy nie przyznał się do stawianych mu zarzutów i ostatecznie w 1842 został oczyszczony z zarzutów przez Kongres.